# オニハダカ属
オニハダカ属（Cyclothone）はワニトカゲギス目ヨコエソ科に所属する魚類の分類群の一つ。オニハダカ C. atraria など13種が所属し、いずれも水深200～2,000mの中層で遊泳生活を送る深海魚である。その生物量は莫大であり、地球上の脊椎動物として最大の個体数をもつ一群と考えられている。

## 概要
オニハダカ属はワニトカゲギス目に所属する深海魚の属の一つで、2016年の時点で13種が知られている。分布範囲は非常に広く、極圏を含めた全世界の海洋に生息する。特徴的な細長く弱々しい体つきから、オニハダカ属の魚類を見分けることは比較的容易である。体長は最大でも7cm未満と小型であり、小さな眼と大きな口、そして腹側に並んだ発光器をもつ。海底から離れ、中層を漂って生活する遊泳性深海魚に分類されるグループであり、その数は非常に多い。ギンハダカ科ウキエソ属の魚類と並んで最も個体数の多い脊椎動物とされ、中深層から漸深層にかけての深海の生態系で重要な役割を果たしていると考えられている。

## 生態
オニハダカ属と同じように、中深層で卓越した個体数をもつグループとしてハダカイワシ科（ハダカイワシ目）がある。オニハダカ属はハダカイワシの仲間とは異なり、日周鉛直移動（餌を求めて夜間に表層に浮上する習性）は行わない。オニハダカ類は水分や脂肪分が多量に含まれた脆弱な体をしており、活発な遊泳にはまったく向いていない。ほとんどの時間を動くことなく漂って過ごし、動物プランクトンやカイアシ類を主な餌としている。

## 繁殖
オニハダカ属の魚類は体格や嗅器官に性的二形を示し、一般に雄は雌よりも小さく、高度に発達した嗅覚をもつ。オニハダカ類の雄は雌から分泌されるフェロモンを敏感に嗅ぎ取り、効率的な繁殖に役立てているとみられる。嗅覚の性的二形は近縁であるヨコエソ属や、チョウチンアンコウ類など一部のグループで知られているが、ハダカイワシ科・ワニトカゲギス科といった他の多くの中層遊泳性の深海魚にはみられない特徴である。
繁殖・産卵は深海で行われる。卵は浮性卵で、表層までゆっくりと浮上しながら発生する。仔魚は餌の豊富な表層で生活し、ある程度の大きさに成長した後に本来の生息水深へと移行する。
オニハダカとミナミオニハダカ C. microdon の2種は、雄性先熟による性転換を行う（雄性先熟型雌雄同体）。これら2種はすべて雄として成長するが、ある体長に達すると雌に性転換し、産卵を行うようになる。同じような性転換はヨコエソ属の一部にもみられる。成長した大型個体がすべて雌として繁殖に参加することは、全体の産卵数を増大させ、種としての存続を図る上で有利に働くと考えられている。

## 深度分布
オニハダカ属は水深200～2,000mに分布するが、この範囲すべてが生活圏というわけではなく、種類によってある程度分布範囲が決まっている。生息水深は大きく4つ、上部中層（300-500m）・中部中層（400-700m）・下部中層（500-1,000m）・深層（800-2,000m）に分類され、身体構造や生態の特徴はそれぞれ異なる適応を示している。

### 上部中層

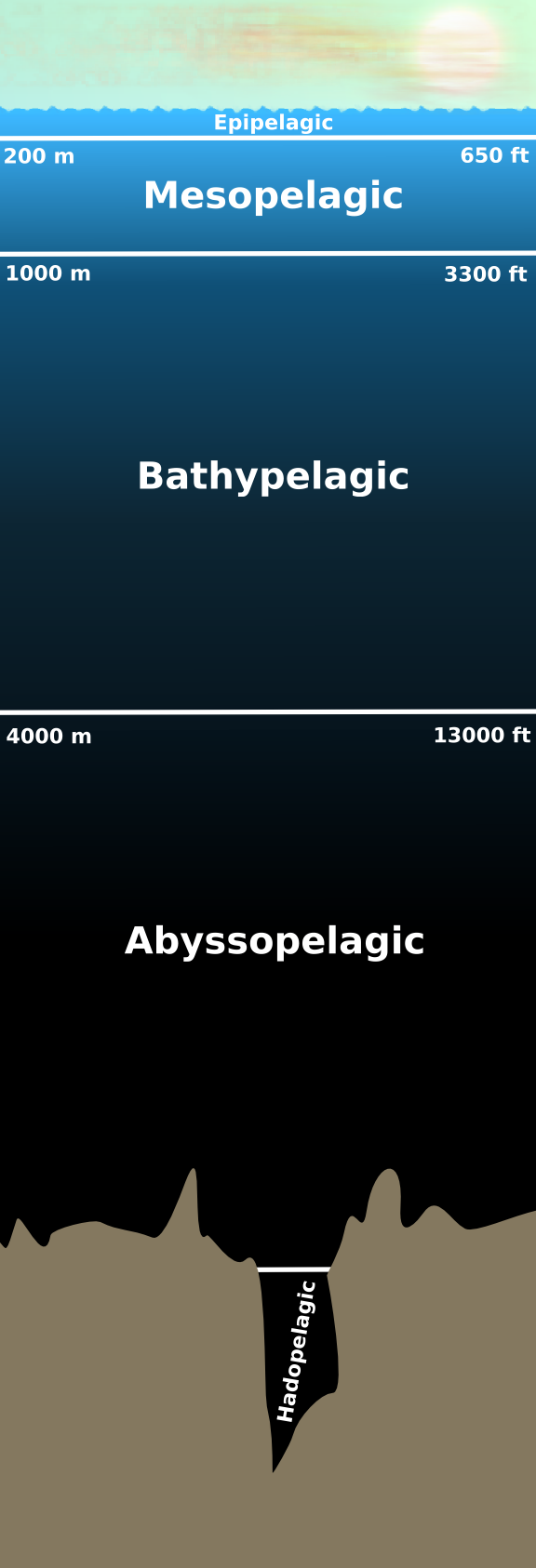
オニハダカ属は中深層（Mesopelagic）から漸深層（Bathypelagic）にかけて分布し、中深層での分布は上中下の3段階に区分される

上部中層（300-500m）にはユキオニハダカ C. alba など3種が分布する。深海の中では比較的明るい範囲で、いずれの仲間も白色から透明の体色をしている。成長は比較的早く、生後2年程度（体長2cm）で成熟し、最大でも4cmほどにしかならない。生涯の産卵回数は1度きりで、卵の数も少ない（500-1,000個）。
上部中層のオニハダカ類は幼体形質（Progenesis）を起こしており、未熟な体つきのまま早期に性成熟し成体となる。体には透明な部分が多く、骨化の程度も低いなど、仔魚期の特徴をそのまま残している。乏しいエネルギー資源を生殖腺の発達に振り向けた結果と解釈され、ボウエンギョ科（ヒメ目）・ソコオクメウオ科（アシロ目）など他のいくつかのグループにもみられる特徴である。

### 中部中層
中部中層（400-700m）からは、ハイイロオニハダカ C. pseudopallida など2種が知られる。背中側は黒色、腹側は透明の体色をしており、上部中層と下部中層の中間的な特徴をもつ。体長3cmほどで成熟し、5cm程度にまで成長する。複数回にわたる産卵をする。

### 下部中層
水深500-1,000mの下部中層は日光がかろうじて届く限界で、体色はほぼ完全に黒色となる。オニハダカ・ミナミオニハダカ・センオニハダカ C. acclinidens・ウスオニハダカ C. pallida など6種が分布する。日本の太平洋岸ではオニハダカが数の上で優勢であるが、ハワイ沖ではウスオニハダカが多くなるなど、海域による住み分けが認められる。体長4cmで成熟、最大体長は6cm程度。産卵は複数回にわたり、卵の数は3,000-4,500個になる。
C. pygmaea は地中海固有のオニハダカ類で、下部中層種としては例外的に早熟し、産卵は1回のみである。上部中層の種類と似ているが、幼形化はしていない。

### 深層
クロオニハダカ C. obscura と C. parapallida の2種が知られ、前者は黒色、後者は透明の体をもつ。オニハダカ類の中では最も大きくなり、体長7cmに達する。赤道付近の熱帯・亜熱帯の深海に分布し、詳しい生活史はほとんどわかっていない。

## オニハダカ属の進化
オニハダカ属はヨコエソ科に所属する他の4属のうち、ヨコエソ属と最も近縁である。主としてミトコンドリアDNAの塩基配列に基づく近年の分子生物学的解析により、オニハダカ属そのものの単系統性は確かなものとみなされている。その一方で、ヨコエソ属が側系統群となることも同時に示され、全体の単系統性を維持するためには、オニハダカ類とヨコエソ類を合わせた群を新たに定義するか、あるいはヨコエソ属を分割する必要があると考えられている。
オニハダカ属の祖先は下部中層から漸深層にかけて、比較的深いところに生息していたことが、前述の系統樹から推測されている。進化の初期段階からの深海への適応は、ホカケダラ属（タラ目ソコダラ科）など他のグループでも知られている。その後の進化に応じて生息水深を浅くしていったとみられるが、中部中層から上部中層への移行は連続的ではなく、下部中層で暮らしていた別々の系統が、それぞれ独自に獲得した生活様式であることが示唆されている。
三大洋に広く分布するユキオニハダカは同種内での遺伝的多様性が極めて高く、集団間での塩基配列の違いが10%に達することもある。中部太平洋の個体群は大西洋の集団と、西部太平洋の群はインド洋のものと近縁で、同じ太平洋のグループ同士での遺伝的関係はむしろ遠い。この特異な関係はパナマやティモール海が大洋を隔てる障壁となる前に形成されたとみられ、オニハダカ類の分布と進化を研究する上で、従来の形態学的手法のみでは得られない新たな情報を提供することになった。

## 種
以下はオニハダカ属 Cyclothone として記載される13種のリストである。掲載順は Miya および Nishida （1996）による、ミトコンドリアDNAの塩基配列に基づく系統順位に従った。
| 学名                     | 命名者・発表年           | 名称                     | 主な分布海域   | 生息水深 | 備考     |
| ------------------------ | ------------------------ | ------------------------ | -------------- | -------- | -------- |
| Cyclothone obscura       | Brauer, 1902             | クロオニハダカ           | 三大洋         | 深層     |          |
| Cyclothone parapallida   | Badcock, 1982            | Shadow bristlemouth      | 太平洋・大西洋 | 深層     |          |
| Cyclothone pallida       | Brauer, 1902             | ウスオニハダカ           | 全海域         | 下部中層 |          |
| Cyclothone livida        | Brauer, 1902             | －                       | 大西洋         | 下部中層 |          |
| Cyclothone pygmaea       | Jespersen & Tåning, 1926 | －                       | 地中海         | 下部中層 |          |
| Cyclothone microdon      | Günther , 1878           | ミナミオニハダカ         | 大西洋・南半球 | 下部中層 | 雄性先熟 |
| Cyclothone kobayashii    | Miya, 1994               | Kobayashi's bristlemouth | －             | 中部中層 |          |
| Cyclothone pseudopallida | Mukhacheva, 1964         | ハイイロオニハダカ       | 全海域         | 中部中層 |          |
| Cyclothone acclinidens   | Garman, 1899             | センオニハダカ           | 全海域         | 下部中層 |          |
| Cyclothone atraria       | Gilbert, 1905            | オニハダカ               | 北太平洋       | 下部中層 | 雄性先熟 |
| Cyclothone braueri       | Jespersen & Tåning, 1926 | Garrick                  | 三大洋         | 上部中層 |          |
| Cyclothone signata       | Garman, 1899             | Showy bristlemouth       | 太平洋         | 上部中層 |          |
| Cyclothone alba          | Brauer, 1906             | ユキオニハダカ           | 全海域         | 上部中層 |          |